# 計程車站

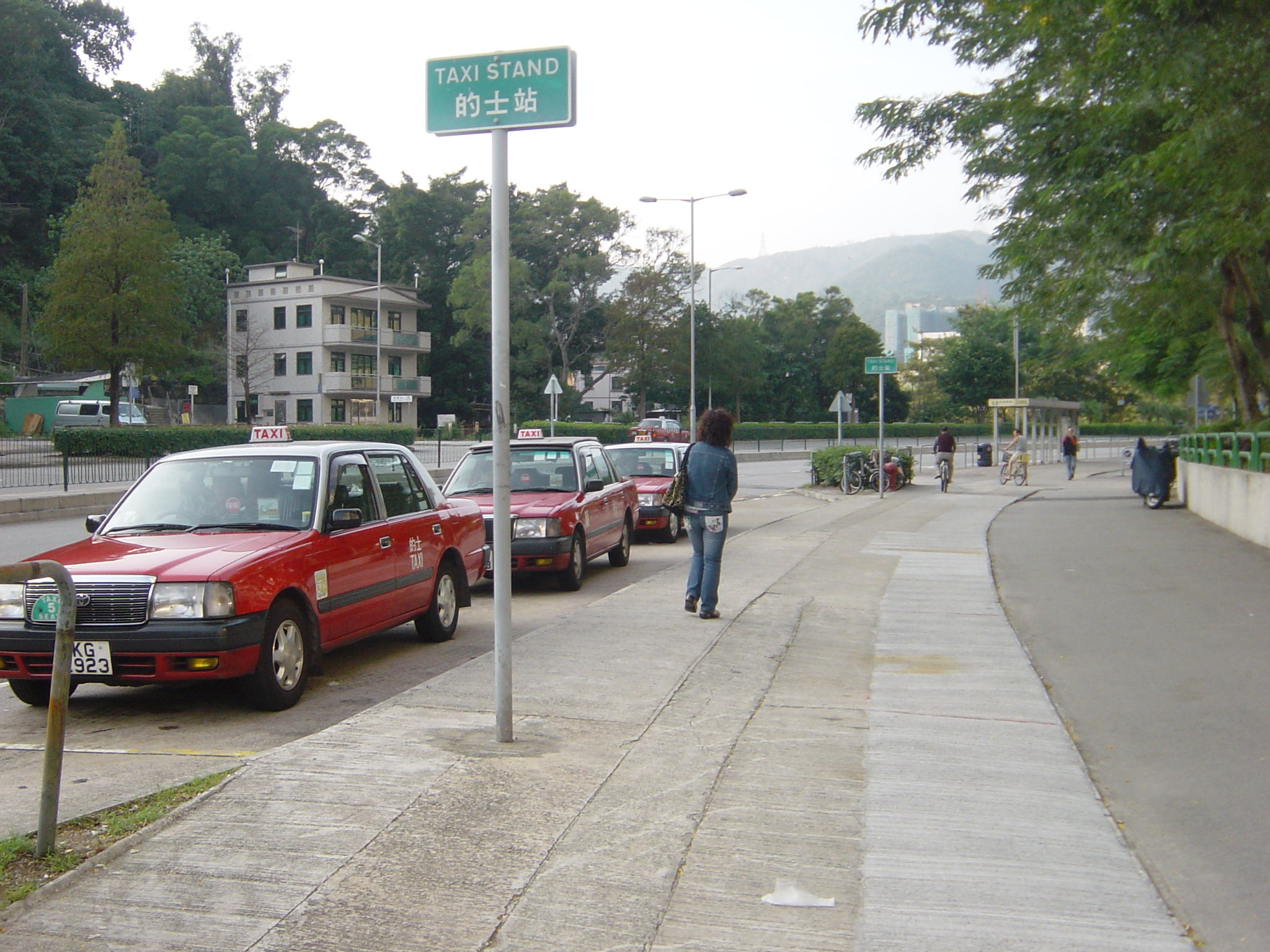
位於香港沙田的一個市區計程車站

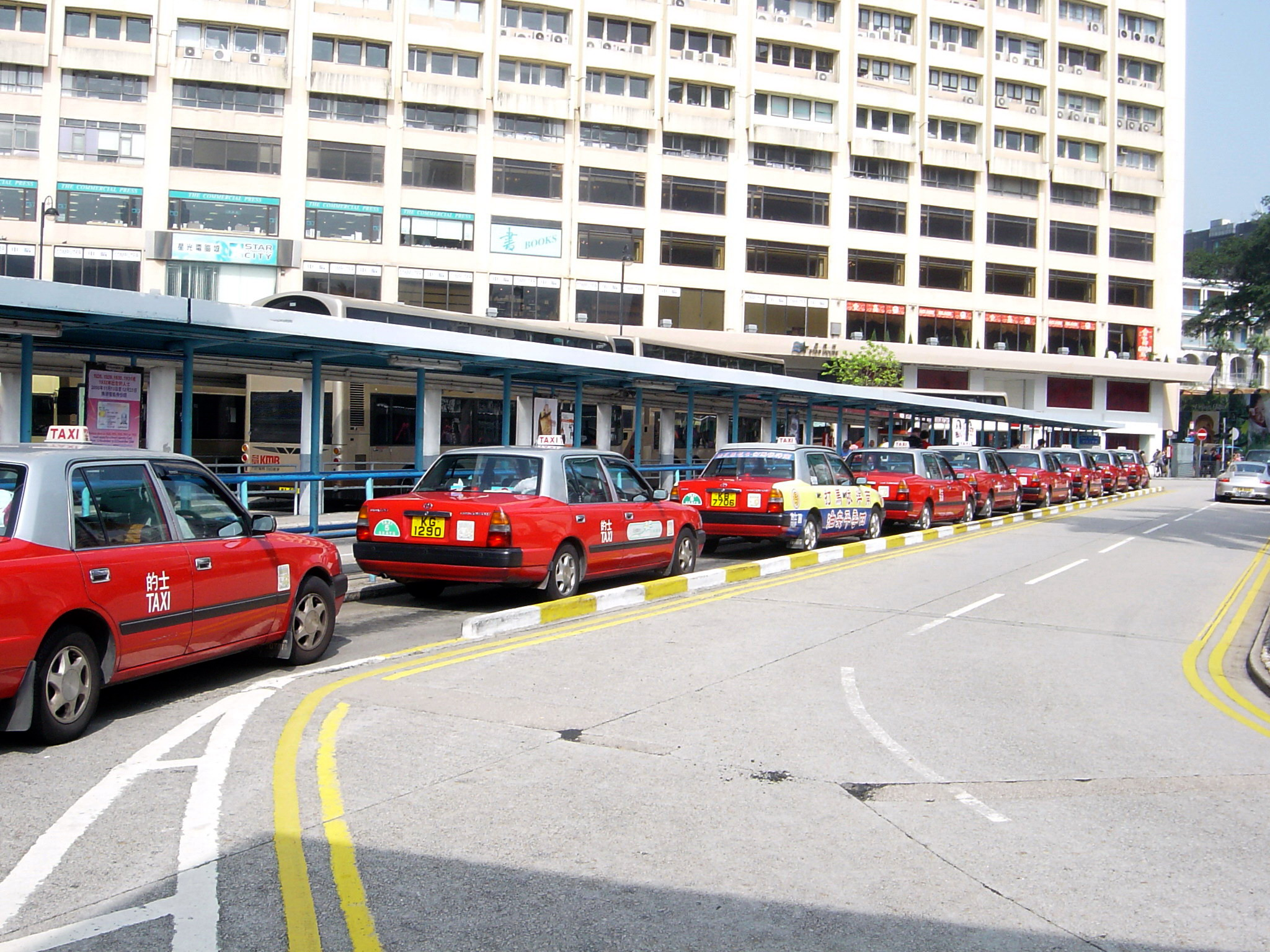
位於香港九龍尖沙咀天星碼頭外的計程車站

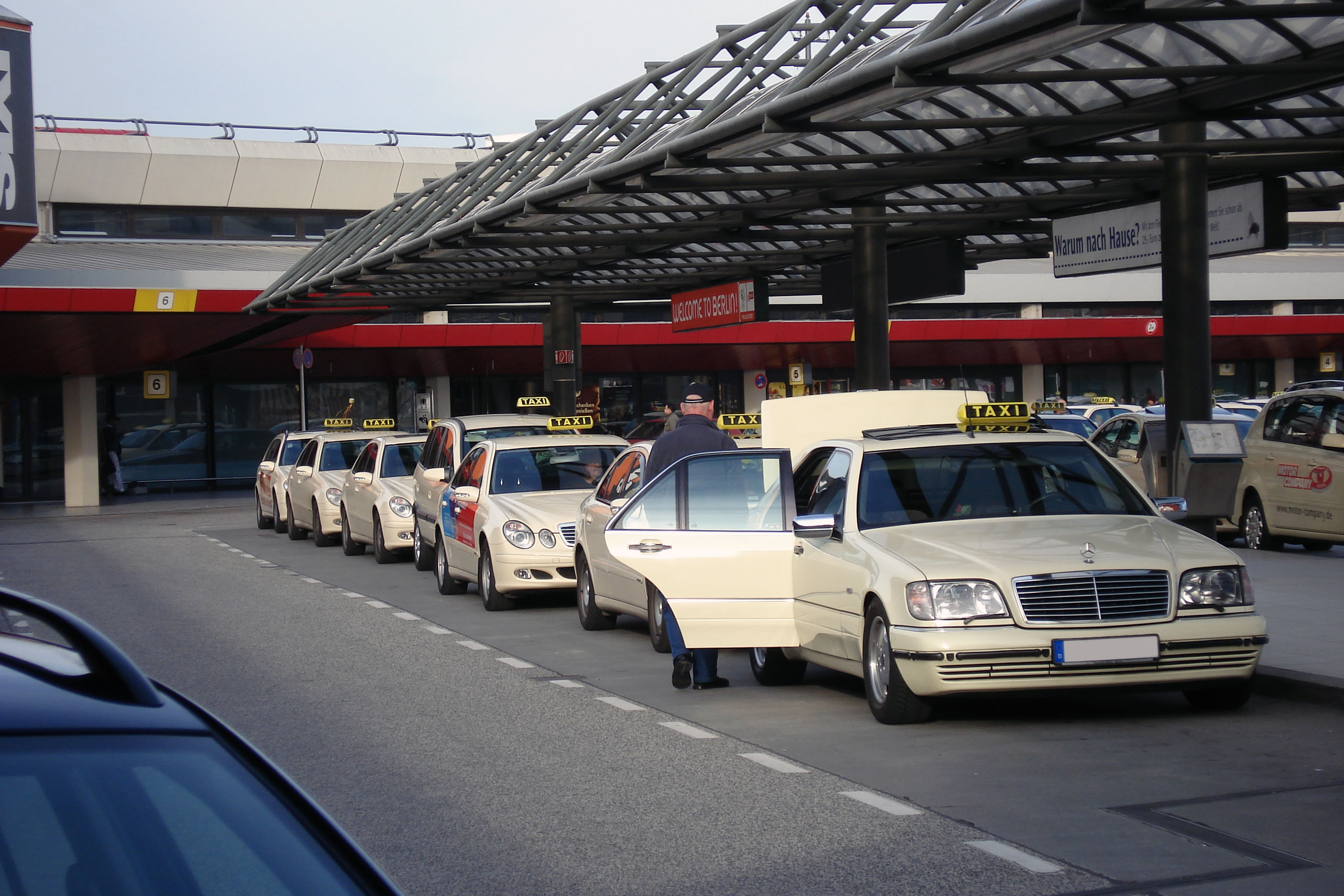
位於德國柏林TXL機場的計程車站

計程車站（英語：Taxicab stand）是提供給計程車停泊與乘客上落的車站。

## 相關
- 插隊
- 長途站
- 短途客
- 的士司機
- 機場
- 火車站
- 巴士站